# Die 5-Millionen-SKL-Show
Die 5-Millionen-SKL-Show (bis zur Euroeinführung 2002 Die 10-Millionen-SKL-Show) war eine Spielshow, die erstmals am 22. April 2001 von Günther Jauch moderiert wurde. Insgesamt strahlte der Privatsender RTL vierzehn Folgen der Show aus, ehe sie im Jahr 2008 wegen rechtlicher Probleme aus dem Programm genommen werden musste. Die SKL fuhr aber dennoch mit der Show bis 2009 im Internet fort. Zwischen 2010 und 2014 wurde sie durch Die Show zum Tag des Glücks abgelöst, welche 2014 und 2015 unter dem Titel Die SKL Millionen-Show weiterlief.

## Spielprinzip
Die Shows wurden in regelmäßigen Abständen von RTL gezeigt. Sie löste die seit 1998 bestehende Spielshow Millionär gesucht! – Die SKL Show ab, wobei sich beide Sendungen jedoch für kurze Zeit überschnitten. Beide Shows entstanden durch eine Zusammenarbeit zwischen der Süddeutschen Klassenlotterie (SKL) und RTL und wurden von Günther Jauch moderiert. Die Sendung Millionär gesucht! endete immer mit dem Gewinn von einer Million D-Mark. Für die 10-Millionen-SKL-Show wurde der Gewinn auf zehn Millionen D-Mark erhöht und zudem das Spielkonzept verändert.
Die Ausstrahlung einer Show erstreckte sich dabei entweder über drei, zwei oder nur einen Abend. Das besondere am Spielprinzip war, dass nicht der Kandidat, sondern Prominente die Antworten gaben. Dies war auch rechtliche Voraussetzung, da bei der Lotterie, anders als bei einer Quizshow, nur Glück über den Gewinn entscheiden darf. Am Ende jeder Show gab es garantiert einen Gewinner.
Die Gewinnsumme, die lediglich von der SKL, nicht von RTL zur Verfügung gestellt wurde, gilt bis heute als die höchste, die jemals im deutschen Fernsehen gewonnen werden konnte, obwohl es bereits in Die Chance deines Lebens auf Sat.1 im Jahr 2000 bis zu zehn Millionen D-Mark zu gewinnen gab.
Zu prominenten Gästen gehörten u. a. Dirk Bach, Katharina Witt, Inka Bause, Hellmuth Karasek, Hella von Sinnen, Marcel Reif, Anke Engelke und Barbara Schöneberger.

### Auswahl der Kandidaten
Als mögliche Kandidaten werden dreißig Spieler der SKL ausgelost. Diese sitzen bei der Show im Publikum, bis einer von ihnen per Zufallsgenerator als Kandidat ausgewählt wird. Dafür bekommt er bereits 5.000 €, die ihm in jedem Fall sicher sind.

### Die Fragen
Im Folgenden wird ihm eine Frage gezeigt, zu der eine von drei Antwortmöglichkeiten richtig ist. Der Kandidat darf die Frage nicht selbst beantworten, sondern entscheidet lediglich, ob er sie „freigibt“ oder nicht. Falls er sie freigibt, wird per Zufall einer von fünf prominenten Gästen ausgewählt, der die Frage beantworten muss. Pro richtiger Antwort gibt es 5.000 €.
Im Falle einer falschen Antwort verliert der Kandidat all sein erspieltes Geld und bekommt lediglich die 5.000 €. Entscheidet er sich allerdings, eine Frage nicht freizugeben, bedeutet das den Abbruch des Spiels und den Gewinn des erspielten Geldes.
Einen kleinen Einfluss hat der Kandidat lediglich durch drei Joker, wobei er jeden ein Mal benutzen darf:
- Der erste Joker ermöglicht es dem Kandidaten, unter den Prominenten neu zu würfeln. Dabei kann es aber passieren, dass nochmals der gleiche Prominente gezogen wird.
- Der zweite Joker ermöglicht es allen Prominenten, sich untereinander abzusprechen.
- Mit dem dritten Joker kann der Kandidat einen speziellen Prominenten auswählen. Für Sportfragen wurde etwa Marcel Reif als kompetent angesehen, während Hellmuth Karasek nicht nur für Literatur als sehr zuverlässig galt. Diesen Joker gibt es allerdings erst seit 2006.

Ein Joker muss immer gezogen werden, bevor der Prominente die Frage beantwortet. Der Kandidat muss also einschätzen, ob der Prominente die Antwort weiß oder nicht.

### Aussicht auf fünf Millionen Euro
Das Erspielen des Geldes dient aber eigentlich nicht dazu, die Summe an sich zu erhalten, sondern dazu, 5.000.000 € zu gewinnen. Der erste Kandidat einer Sendung kann mit jeder beliebigen Summe abbrechen und „auf dem Stuhl“ Platz nehmen. Das bedeutet, dass er die 5.000.000 € gewinnt, wenn er bis zum Ende der Sendung nicht von einem anderen Kandidaten „vom Stuhl vertrieben“ wird, der mehr Geld erspielt hat. Ein Reiz der Sendung liegt also in der Frage, ob ein Kandidat mit seiner erspielten Summe bereits auf den Stuhl gehen, oder noch weitere Fragen freigeben soll. Falls er sich für weitere Fragen entscheidet, verkleinert er die Gefahr, von einem späteren Kandidaten geschlagen zu werden, riskiert aber, im Falle einer falschen Antwort alles zu verlieren.

## Ausstrahlung
Im Juli 2008 musste RTL die für den 30. August geplante fünfzehnte Show absagen, da die Niedersächsische Landesmedienanstalt dem Format keine Unbedenklichkeit gegenüber dem ab 1. Januar 2008 gültigen Glücksspielstaatsvertrag bescheinigte. Dieser verbot die Werbung für Glücksspiel im Fernsehen. Ob die 5-Millionen-SKL-Show deswegen nicht gesendet werden durfte, ist nicht abschließend geklärt. Die staatliche Glücksspielaufsicht und die SKL sahen es anders.
Die fünfzehnte Show fand am 15. November 2008 statt – wie gewohnt mit Günther Jauch und fünf Prominenten –, wurde aber nicht im Fernsehen ausgestrahlt. Die sechzehnte Ausgabe fand am 27. April 2009 statt und war im Internet auf der Homepage der SKL zu sehen. In dieser Sendung einigten sich 28 der 30 Kandidaten darauf, den Gewinn zu teilen. So behielt der Sieger schließlich nur zwei Millionen Euro, die restlichen drei Millionen wurden unter den restlichen 27 Kandidaten aufgeteilt.
Ab dem 4. Mai 2010 wurde Die Show zum Tag des Glücks als Nachfolgeformat zweimal jährlich veranstaltet und im Internet ausgestrahlt. Der Gewinner erhielt eine Million Euro. Barbara Schöneberger und Matthias Opdenhövel führten zunächst gemeinsam durch die Sendung, die zweite und dritte Ausgabe moderierte Opdenhövel allein. Ab Folge vier übernahm Steven Gätjen die Moderation. Trotz des Verbots der Werbung für öffentliches Glücksspiel strahlte Das Vierte die Shows vom 15. April und 4. November 2011 sowie vom 19. April 2012 aus. Eine Wiederholung sowie zukünftige Ausstrahlung der Sendung hat die Kommission für Zulassung und Aufsicht der Medienanstalten mehrfach untersagt. Die letzte Show zum Tag des Glücks fand am 11. April 2014 statt.
Nach dem seit 1. Juli 2012 gültigen neuen Glücksspielstaatsvertrag darf die SKL-Show, als Dauerwerbesendung kenntlich gemacht, wieder im Fernsehen gezeigt werden. Davon machte Sat.1 einmalig am 25. Oktober 2014 Gebrauch und sendete den Nachfolger Die SKL Millionen-Show, welcher ebenfalls von Steven Gätjen moderiert wurde. Die Show am 29. April 2015 wurde dann wieder nur ausschließlich im Internet gezeigt.

## Einschaltquoten
Die folgenden Tabellen zeigt eine Auswahl gemessener Einschaltquoten.
| Datum             | Zuschauer | Zuschauer       | Marktanteil | Marktanteil     | Quelle        |
| Datum             | Gesamt    | 14 bis 49 Jahre | Gesamt      | 14 bis 49 Jahre | Quelle        |
| ----------------- | --------- | --------------- | ----------- | --------------- | ------------- |
| 25. Juni 2005     | 4,42 Mio. | 1,53 Mio.       | 15,1 %      | 12,4 %          | [ 5 ]         |
| 29. Dezember 2005 | 5,61 Mio. | 1,93 Mio.       | 19,3 %      | 14,9 %          | [ 10 ]        |
| 26. August 2006   | –         | –               | –           | 15,5 %          | [ 11 ]        |
| 30. Dezember 2006 | 6,76 Mio. | 2,13 Mio.       | 21,7 %      | 17,3 %          | [ 6 ]         |
| 29. Dezember 2007 | 4,86 Mio. | 1,71 Mio.       | –           | 14,8 %          | [ 12 ] [ 13 ] |

## Kontroverse um Werbung mit Günther Jauch
Moderator Günther Jauch verklagte seinen früheren Geschäftspartner, die Süddeutsche Klassenlotterie (SKL), auf Zahlung von 780.000 Euro. Am 8. Februar 2012 begann der Prozess vor dem Kölner Landgericht. Wie der Kölner Express berichtete, warf Jauch der Lotterie vor, auch nach der Beendigung des gemeinsamen Vertrages für die 5-Millionen-SKL-Show weiter mit seinem Gesicht geworben zu haben. Jauch soll laut Express in 18 Monaten 1,35 Millionen Euro an Werbeeinnahmen von der SKL kassiert haben. Die Show wurde im April 2009 zuletzt im Fernsehen und anschließend aufgrund einer Änderung des Glücksspielgesetzes im Internet ausgestrahlt. Die Lotterie wollte die Jauch-Bilder in einer Rückblick-Rubrik auf der Homepage belassen.